# Buckholts (Teksas)
Buckholts je gradić u američkoj saveznoj državi Teksas. Prema popisu stanovništva iz 2010. u njemu je živjelo 515 stanovnika.